# روزيتا سوكو
روزيتا سوكو (باليونانية: Σώκου Ροζίτα)‏ هي صحفية يونانية ومترجمة وكاتبة مسرحية، ولدت في 9 سبتمبر عام 1923 بأثينا. كما أنها أحد الصحفيين النساء الأوائل في اليونان.

## نبذة عنها
بدأت حياتها المهنية كناقدة سينمائية في عام 1946، ثم انتقلت بعد ذلك إلى روما بإيطاليا بعد زواجها من الكاتب الصحفي الإيطالي مارادي مانليو.
واجهت صعوبة في محاولة التوظيف في إيطاليا، فانتقلت مرة أخرى إلى اليونان مع ابنتها لاستئناف عملها، وبعد عودتها اليونان أصبحت من النجوم والمشاهير في عالم الكتابة والصحافة وأصبحت جزء من الفريق في البرنامج التلفزيوني “Na I Efkeria”، وفي عام 1992-1993 قامت بتقديم برنامج تلفزيوني في قناة جديدة تسمى “Visitors at Night”. وقد قامت بعدة أعمال ترجمة لكثير من المؤلفين. كما شاركت في الكتابة المسرحية، بالإضافة لتأيفها عدة كتب. وقد حصلت على جوائز من الحكومة الفرنسية ومن اليونان كممثلة كبيرة للصحافة اليونانية.